# William Harding
William Wadley Harding (ur. 23 września 1910 w Shreveport, zm. 18 sierpnia 1936 w okolicach Otsego) – amerykański strzelec, olimpijczyk.
Harding wystąpił na Letnich Igrzyskach Olimpijskich 1932 w jednej konkurencji – karabinie małokalibrowym leżąc z 50 m, w którym uplasował się na 6. miejscu.
W 1932 roku był oficerem US Army. Dwa lata później ukończył Army Flying School w San Antonio. Zginął w 1936 roku podczas lotu szkoleniowego z Williamem Maierem w okolicach Otsego w stanie Michigan. W czasie ćwiczeń ich samolot zapłonął, po czym obydwaj wyskoczyli z niego i zginęli na miejscu (spadochrony nie otworzyły im się na czas).

## Wyniki

### Igrzyska olimpijskie
| Igrzyska         | Konkurencja                       | Wynik    | Miejsce | Źródło |
| ---------------- | --------------------------------- | -------- | ------- | ------ |
| Los Angeles 1932 | Karabin małokalibrowy leżąc, 50 m | 292 pkt. | 6       | [ 1 ]  |